# Duperreya
Duperreya é um género de plantas com flores pertencentes à família Convolvulaceae.
A sua área de distribuição nativa é a Austrália.
Espécies:
- Duperreya commixta (Staples) Staples
- Duperreya halfordii R.W.Johnson
- Duperreya sericea Gaudich.